# تغذية نباتية

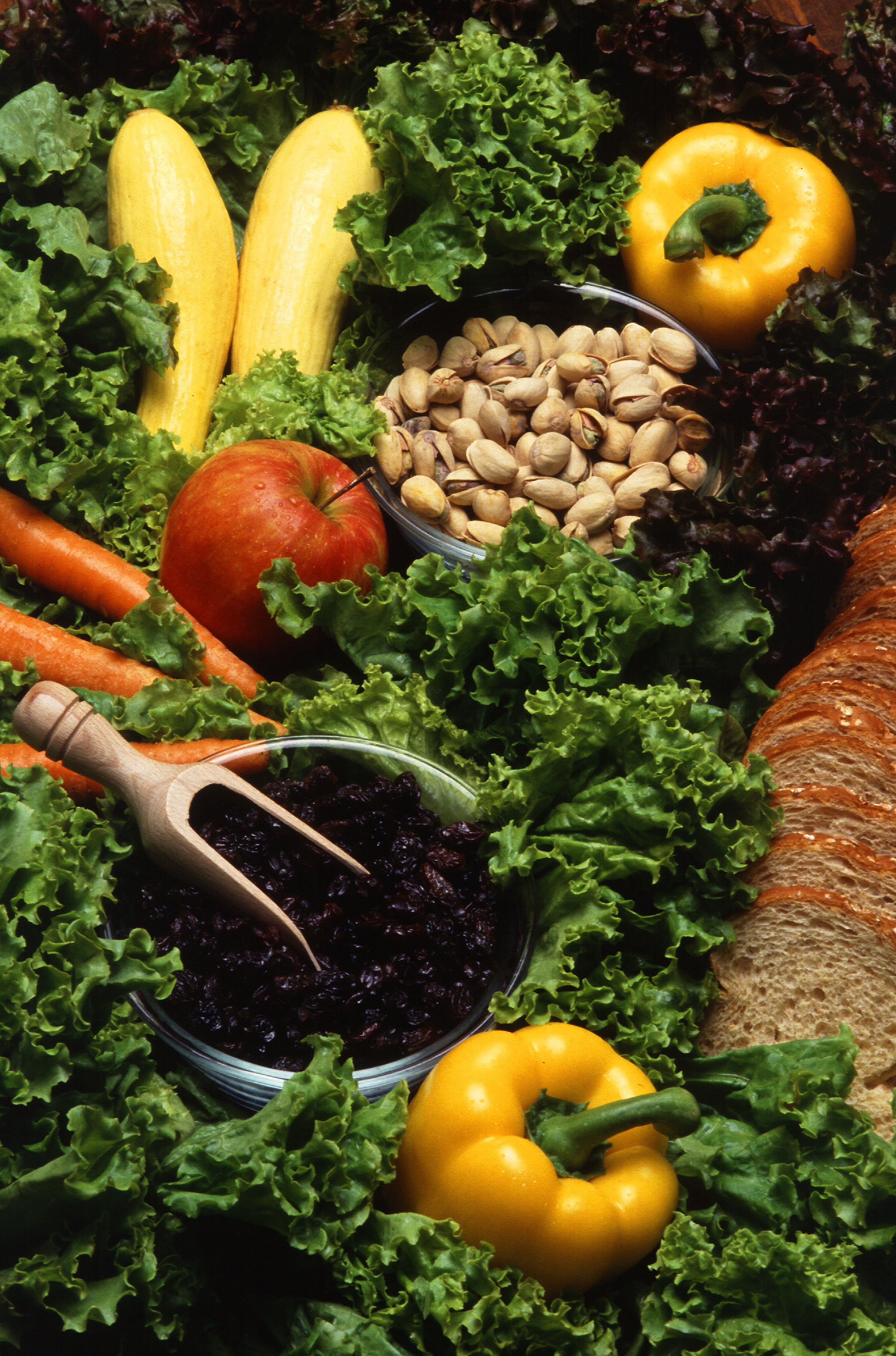
مجموعة متنوعة من المكونات النباتية

التغذية النباتية هو مصطلح يطلق على مجموعة من التحديات الصحية ومزايا النظام الغذائي النباتي.
الوجبات الغذائية النباتية المخطط لها بشكل مناسب صحية وكافية من الناحية التغذوية لجميع مراحل دورة حياة الإنسان، بما في ذلك أثناء الحمل، الرضاعة، الطفولة، والمراهقة. ومع ذلك، فإن الوجبات الغذائية النباتية التي تعاني من نقص فيتامين بي12 أو السعرات الحرارية قد تعرض صحة الأطفال ونموهم للخطر. توصي الخدمة الصحية الوطنية في المملكة المتحدة بأن تتبع الوجبات الغذائية النباتية أيضا التوصيات العامة للوجبات الغذائية الصحية، مثل تناول كميات قليلة الدسم، الملح، والسكر و5 فواكه أو خضروات يوميا.
تشير الأدلة إلى أن النباتيين لديهم عموما معدلات أقل من أمراض القلب التاجية، السمنة، ارتفاع ضغط الدم، السكري من النوع 2، وهشاشة العظام. تميل الوجبات الغذائية النباتية إلى أن تكون غنية بالكربوهيدرات، أحماض أوميغا 6 الدهنية، الألياف الغذائية، الكاروتينات، حمض الفوليك، فيتامين سي، فيتامين إي، البوتاسيوم، والمغنيسيوم. ربما تكون منخفضة في الدهون المشبعة، الكوليسترول، والبروتين الحيواني.

## فوائد اتباع نظام غذائي نباتي
النظم الغذائية النباتية عادة ما تكون غنية بالكربوهيدرات، الأحماض الدهنية أوميغا 6، والألياف الغذائية، والكاروتينات، وحامض الفوليك، وفيتامين ج، فيتامين (ه) والبوتاسيوم والمغنيسيوم. كما تحتوي على مستويات أقل من الكوليستيرول والدهون المشبعة، والبروتين الحيواني.
وتظهر الدراسات أن صحة النباتيين أفضل مقارنة بصحة الغير نباتيين. وتقل بين النباتيون البريطانيون معدلات الوفيات، مقارنة بغير النباتيون وعلى الرغم من أن هذا جزئيا بسبب عوامل نمط الحياة الغذائية على الأقل، مثل انخفاض معدلات التدخين وارتفاع الحالة الاجتماعية والاقتصادية عموما بين النباتيين، أو لجوانب النظام الغذائي غير تجنب اللحوم والأسماك.
يتجنب النباتيون الآثار الصحية السلبية للبروتين الحيواني بما في ذلك اللحوم الحمراء: 1999 دراسة ولم يتم اكتشاف أي اختلاف له دلالة على الوفيات من أسباب أخرى.
الأطباء دين أورنيش، كولين كامبل، جون ماكدوجال وكالدويل إيسلستين يزعمون أن النظام الغذائى المحتوي على دهن حيوانى وبروتين مرتفع - مثل النظام الغذائى الأمريكي العادى - يضر بالصحة. كما صرحوا بأن تغيير نمط الحياة بإدخال نظام غذائى نباتى منخفض الدهون لن يقى من الأمراض المتنوعة مثل مرض الشريان التاجى فحسب، بل سيعكس تأثيرهم.
لم تبد الدراسات عن السرطان اختلافات واضحة في معدلات الإصابة بالسرطان بين النباتيين وغير النباتيين. هناك براهين على أن النباتيين يميلون لانخفاض دليل كتلة الجسم، فهم أقل عرضة للبدانة، انخفاض مستويات كوليستيرول الدم انخفاض مستويات الحمض الاميني، أقل تعرضا لمخاطر ضغط الدم العالى، وانخفاض خطر الإصابة بداء السكري من النوع 2. وقد كشفت إحدى الدراسات المستقبلية الكبيرة أن الذين لا يأكلون اللحوم لديهم نصف مخاطر الاحتياج لجراحة عاجلة لإستئصال الزائدة الدودية عن آكلى اللحوم.
و يكون النباتيون أقل عرضة للوفاة من الاختناق بسبب الطعام حيث أن معظم الطعام الشائع في كتم مجرى التنفس هو السمك، والذي يتسبب في حوالي 4500 حادث سنويا في المملكة المتحدة اعتبارا من 1998. اللحوم، وتم ذكر الدواجن والعظم كأكثر ثلاثة أسباب شائعة للاختناق متبوعة بالحلويات ومواد لا تصنف كطعام.

## احتمالية نقص المغذيات
إن النظم الغذائية النباتية السيئة التخطيط تكون منخفضة في فيتامين ب 12، والكالسيوم، الأحماض الدهنية اوميغا 3، وفيتامين د والحديد والزنك، والريبوفلافين (فيتامين ب 2)، واليود، والوجبات النباتية سيئة التخطيط قد تحتوى على كميات قليلة خاصة من فيتامين ب 12 والكالسيوم. ومع ذلك، فالوجبات الغذائية النباتية والمتوازنة جيدا يمكنها تلبية كل هذه الاحتياجات من المغذيات وتكون مناسبة لجميع مراحل دورة الحياة، بما في ذلك أثناء الحمل والرضاعة، ومرحلة الرضاعة والطفولة، والمراهقة.

### البروتين
الإنسان النباتى يحصل على القدر الكافي من البروتين طالما أن استهلاك السعرات الحرارية كافي وهناك تنوع في أكل الأطعمة.
النظم الغذائية النباتية تميل إلى كونها أقل في البروتين عن النظم الغذائية غير النباتية ولكنها تقابل وربما تزيد عن الاحتياجات اليومية التي ينصح بها والتي يعتقد بفائدتها

#### الجمع بين البروتينات
على الرغم من الاعتقاد السائد بأن النباتيين يجب أن يأكلوا الحبوب والبقوليات خلال ساعات قليلة ومتقاربة من بعضها البعض للحصول على البروتين الكامل والذي يحتوى على كافة «الأحماض الأمينية الأساسية» التسعة إلا أن هذا لم يكن مدعوما بالأبحاث.نظرية إكمال البروتين استرعت نظر الجماهير في كتاب «التغذية من أجل كوكب صغير» للمؤلفة فرانسس موور لابيز.[49]وفى طبعات لاحقة للكتاب - منذ بداية 1981 - قامت المؤلفة بالتراجع عن رأيها بضرورة «إكمال» البروتين.

### الحديد
تبين في العديد من الدراسات، أن النباتيين والنباتيين الصرف لم يعانوا من نقص الحديد بصورة أكبر من غير النباتيين.
ومع ذلك، في حين اتفقت إحدى الدارسات أن أنيميا نقص الحديد ليست شائعة بصورة أكبر بين النباتيين، إلا أنهم اكتشفوا أن «الأطفال النباتيون لديهم نقص في مستويات الهيموجلوبين والحديد مقارنة بغير النباتيين بسبب عدم وجود مصادر حديد حيوانى سهل امتصاصه». وكشفت دراسة أخرى في الهند أن «الأمهات الملتزمات بالغذاء النباتى حتى مع أطفالهن الرضع لديهن فرصة أكبر للإصابة بالأنيميا ونقص الحديد»

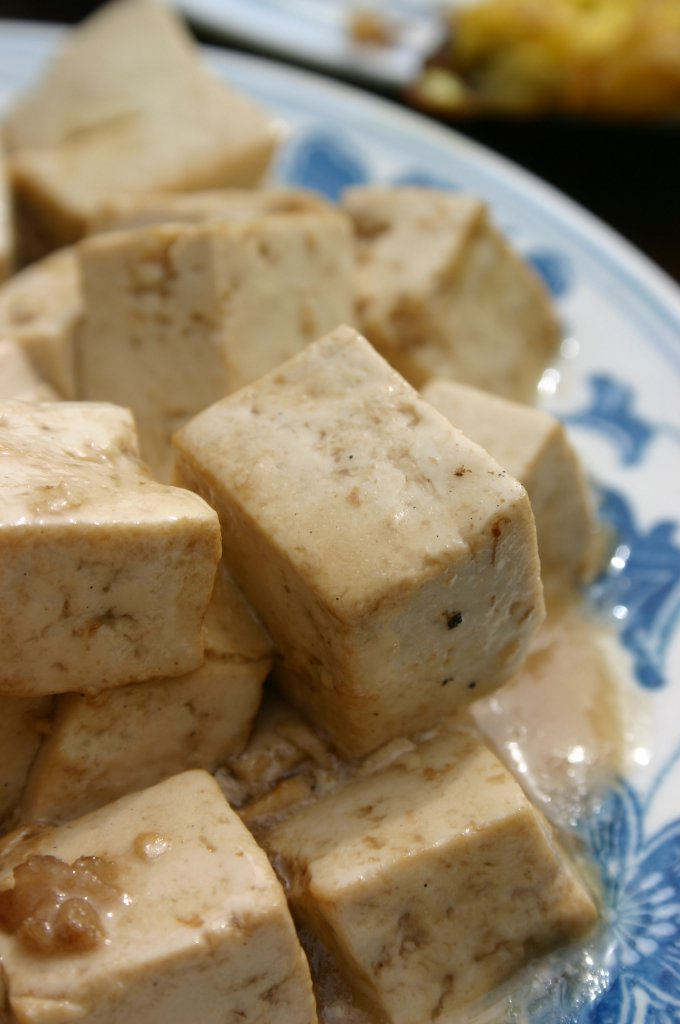
التوفو يمكن أن يكون مصدرا قيما للبروتين والزنك والحديد والكالسيوم

كمية الحديد التي يٌنصح بها للنباتيون تعادل 1.8 مرة بالنسبة لغير النباتيين وهذا يرجع إلى الحقيقة بأن النباتات، منتجات الألبان والبيض تحتوى فقط على حديد بدون هيم وهو أقل امتصاصا من حديد الهيم. وعلى الرغم من أن نسبة أقل من الحديد بدون الهيم يتم امتصاصها، فإن الكميات الأكبر من ذلك الحديد مركزة في المصادر التي لا تحتوى على لحوم عن كمية الحديد في اللحوم. ومن هذا المنطلق فإن الحبوب، البيض، الجوز، البذور والبقوليات (بما فيها من أطعمة الصويا، البازلاء، الفول، الحمص والعدس) مصادر ذات أهمية للحديد، والنظام الغذائى المخطط جيدا لا يؤدى إلى نقص الحديد ولكن آكلى الفواكه الصرف وأنظمة الغذاء النيئة لا يجب اتباع الأطفال لها. اللحوم والأسماك والدواجن (بخلاف البيض والألبان) هي المصادر الوحيدة لحديد الهيم، وتناول حديد الهيم ربما يرتبط بسرطان القولون. الحديد بدون الهيم أكثر تأثراً بكل من مثبطات ومحسنات امتصاص الحديد. فيتامين ج يحسن امتصاص الحديد. والمثباطات الرئيسية لغالب البشر هي الفايتات (مثل البقوليات والحبوب) ولكن هناك مثبطات أخرى تشمل التانن (الشاى والخمور)، الكالسيوم والفينولات المتعددة.
الحديد جزء لا يتجزأ من البروتينات والإنزيمات المختلفة التي تحافظ على الصحة الجيدة. في البشر، الحديد مكون أساسي للبروتين الداخل في نقل الأكسجين بخلايا الدم الحمراء. والحديد أيضا يساعد على تنظيم نمو الخلايا وتمييزها وظيفيا.

### الزنك
النباتيون والنباتيون الصرف في الغرب لا يعانون بشكل صريح من نقص في الزنك عن الأفراد آكلى اللحوم. ومع ذلك، فإن الفيتات الموجودة في الكثير من الحبوب الكاملة والألياف النباتية لربما تداخلت لتقلل امتصاص الزنك والحصول على الحد الأدنى من الزنك له تأثيرات تكاد تكون مفهومة. النباتيون ربما يحتاجون أكثر من 15 مليجرام من الزنك يومياً في حالة تناول غذاء يحتوى على كمية عالية من الفيتات.
وأغنى مصادر الزنك النباتية تشمل الفول المجفف المطبوخ، الأعشاب البحرية، الحبوب المدعمة بفيتامينات ومعادن (السيريالات)، أطعمة الصويا، الجوز، البازلاء والبذور.

### فيتامين ب12

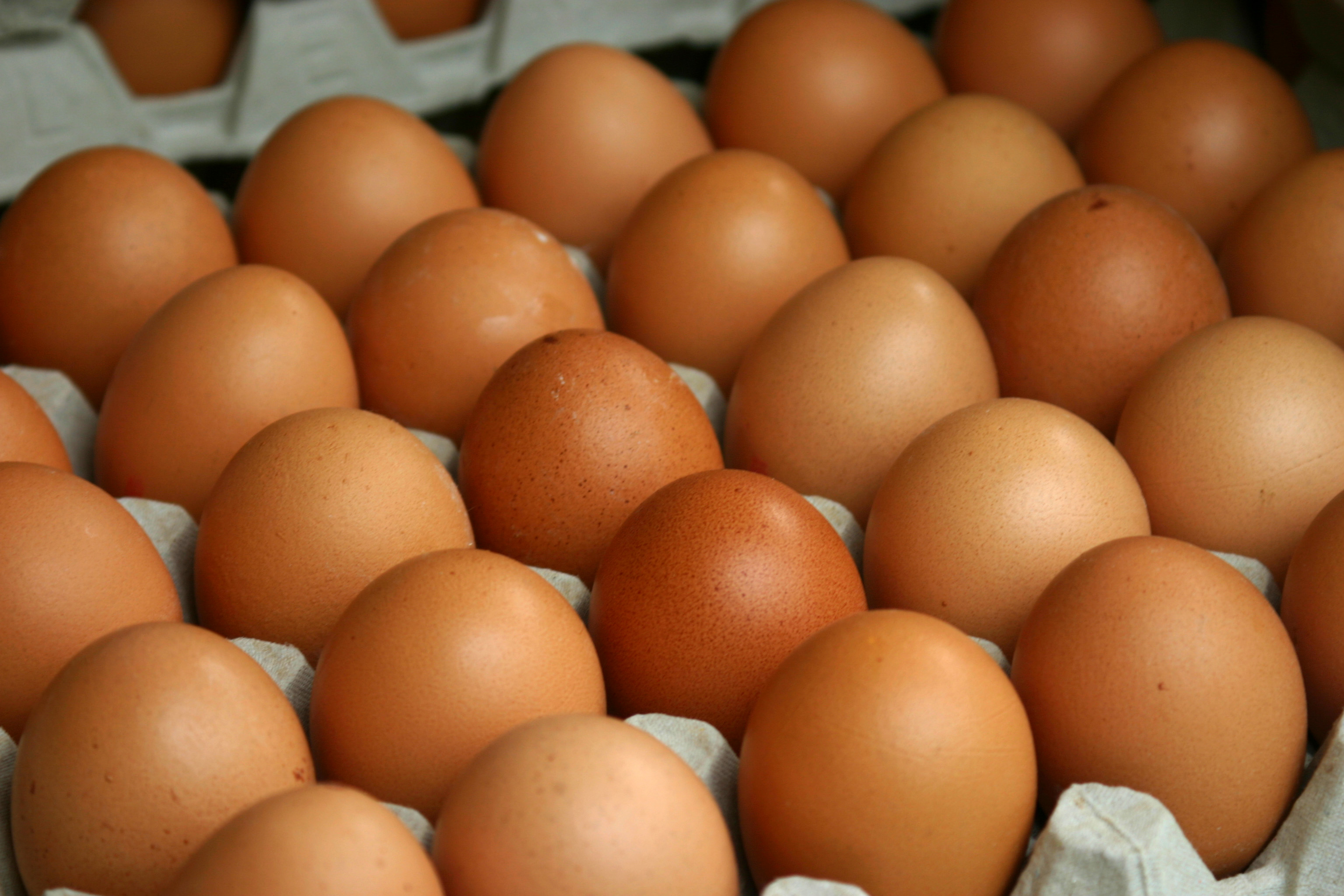
البيض مصدرا ممتازا للفيتامين B12 للنباتيين.

نقص فيتامين ب12 خطير للغاية لأنه يؤدى إلى الإصابة بالأنيميا الخبيثة، ضمور الأعصاب وأضرار عصبية لا يمكن تعويضها.
النباتيون المعتمدون على تناول الألبان والبيض يحصلون على فيتامين ب12 من البيض ومنتجات الألبان، وهذا يكفى البعض ولكن ربما ينقص هذا الفيتامين بالنسبة للبعض الآخر. أكبر مجموعة بالعالم من خبراء التغذية تقول أن تركيب فيتامين ب12 المستخلص من منتجات حيوانية يكون مرتبطاً بالبروتين وسهل امتصاصه، خصوصا عندما يتقدم الناس في العمر، وبناء عليه فإنهم يوصون بمكملات غذائية تحتوى على فيتامين ب12 لكل شخص أكبر من عمر 50. الحوامل والمرضعات النباتيات (والأطفال المعتمدون على الرضاعة الطبيعية في حالة عدم وجود مكملات غذائية في غذاء الأم) عليهم استخدام المكملات الغذائية سواء كانت حبوب، حقن أو أغذية مدعومة بفيتامين ب12، في حالة عدم الحصول على فيتامين ب12 كافي من المنتجات الحيوانية مثل البيض ومنتجات الألبان.
تشير الدلائل إلى أن النباتيين والنباتيين الصرف الذين لا يستخدمون مكملات غذائية تحتوى على فيتامين ب12 فإنهم لا يحصلون على مقدار كافي من فيتامين ب12 وفي الغالب لديهم انخفاض في تركيز فيتامين ب12 بالدم بصورة غير طبيعية. ويحدث هذا طالما لم تحتوى الأطعمة النباتية المدعومة بالفيتامينات والمعادن على كمية فعالة من فيتامين ب12.
ومن الضرورى - بناء على ما سبق - أن يحصل النباتيون على كميات كافية من المكملات الغذائية أو الأطعمة المدعومة بفيتامين ب12 (مثل الخميرة أو خلاصات الخميرة، ومرقة الخضروات، همبورجر الخضروات والصويا، بروتين الصويا منزوع الزيت، حليب الصويا، مرغرين دوار الشمس والخضروات، وحبوب الإفطار (السيريالات)). فيتامين ب12 المستخدم في هذه المكملات يتم استخلاصه من مصادر نباتية خالصه (مثل البكتيريا). مصدر بكتيرى آخر هو النباتات والفطريات التي يمكن أكلها (مثل عيش الغراب) بالمزارع أو في البرية ربما تمتص فيتامين ب12 من البكتيريا بالتربة، لكن في حين أن المبيدات الحشرية الحديثة تقتل معظم فيتامين ب12 بالتربة (بما في ذلك المزارع العضوية إلى حد ما حيث تنتشر المبيدات عبر الماء من المزارع الغير عضوية إلى المزارع العضوية)، وفيتامين ب12 في هذه النباتات لا يعتبر مصدر غذائى فعال، حيث أن مكملات ب12 الناشئة عن بكتيريا نامية تحت ظروف محكمة تعتبر مزودة بكميات فعالة من ب12. هناك براءة اختراع لفيتامين ب 12 من زراعة النباتات.
نورى (عشب بحرى) يحتوى على كميات كبيرة من فيتامين ب12. ومع ذلك، بينما محتوى نورى من الفيتامين حقيقى إلا أنه لا يحتوى على كميات فعالة أو هامة من ب12 النشط، فالأعشاب البحرية تميل إلى احتوائها على كمية غالية من ب12 الخامل الذي قد يقلل في الواقع من امتصاص ب12 النشط.

### الأحماض الدهنية أوميجا 3

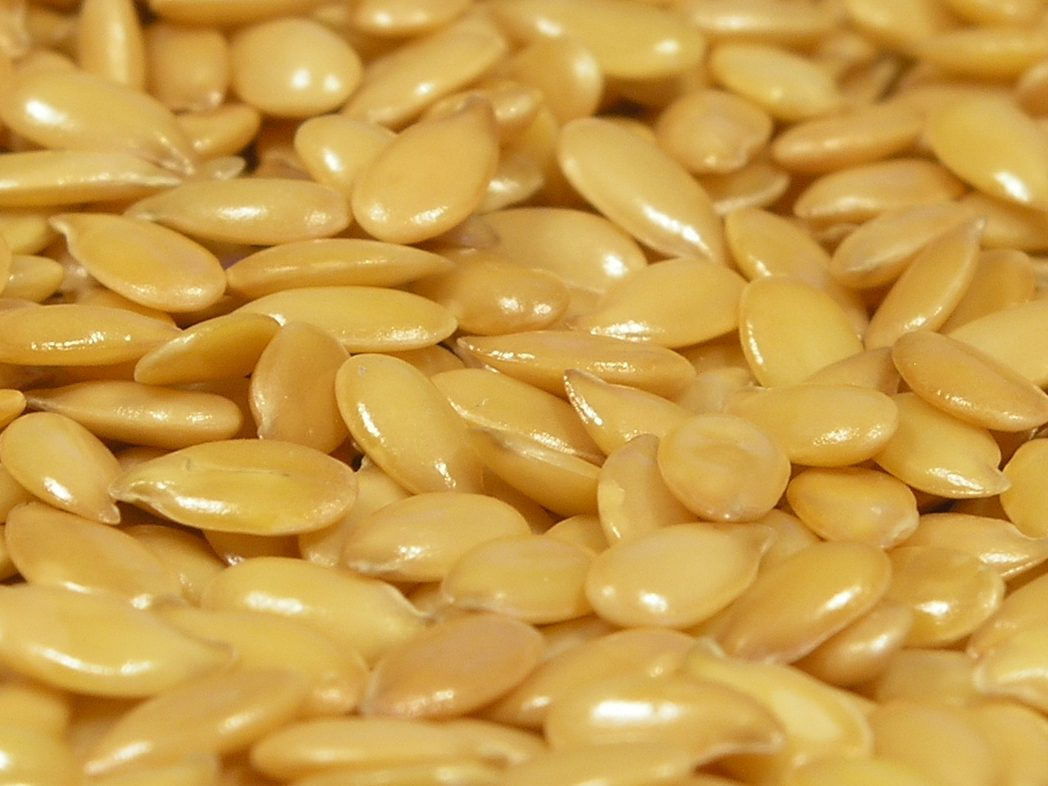
بذور الكتان مصدرا غنيا من الأحماض الدهنية أوميغا - 3

النظم الغذائية النباتية يمكن أن تكون منخفضة في الأحماض الدهنية أوميجا3. المصادر الرئيسية للأحماض الدهنية أوميجا3 تشمل الجوز، بذور الكتان وزيت الكتان، زيت الزيتون، زيت الكانولا، الأفوكادو وبذور شيا. ومع ذلك فإن النظام الغذائى قليل السمك والبيض أو الأعشاب البحرية المتنوعة ينقصه مصادر مباشرة للأحماض الدهنية أوميجا3 ذات السلاسل الطويلة مثل حمض EPA وحمض DHA. النظم الغذائية النباتية قد تحتوى أيضا على نسبة عاليه من الأحماض الدهنية أوميجا6 إلى الأحماض الدهنية أوميجا3 والتي تقلل من تحويل الأحماض الدهنية قصيرة السلاسل مثل حمض ALA والموجودة في غالبية الأحماض الدهنية أوميجا3 التي يتناولها النباتيين إلى حمض EPA وحمض DHA أيضا. والتزود بحمض ALA لفترة قصيرة أظهر ارتفاعاً في مستويات حمض EPA وليس في مستويات حمض DHA، مما يشير إلى تحويل حمض EPA الوسيط إلى حمض DHA بشكل ردئ.
وبينما لا يوجد اتفاق علمى بالإجماع على دور الأحماض الدهنية أوميجا3، فهى قد تقلل مخاطر الإصابة بمرض شريان القلب التاجى، تقلل من الدهون الثلاثية، تجعل الحالة المزاجية مستقرة وتساعد على منع الاكتئاب، وتساعد على تقليل أعراض نقص الانتباه، تقلل من آلام المفاصل والمشاكل الروماتزمية الأخرى، وتقلل مخاطر العته في العمر المتقدم.[بحاجة لمصدر] في حين أن هناك دليل طفيف على آثار صحية وإدراكية معاكسة ترجع إلى نقص حمض DHA بين كبار النباتيين والنباتيين الصرف إلا أن مستويات لبن الثدى والجنين ما تزال محل قلق. مكملات حمض EPA وحمض DHA تقلل من تجمع الصفائح الدموية في النباتيين، ولكن كونها مرتبطه بشكل مباشر بنسبة الإصابة والوفاة بأمراض القلب - والتي هي قليلة بالفعل بين النباتيين - لم يتم تحديده بعد.

### فيتامين (د)
يستطيع جسم الإنسان تكوين فيتامين د عندما يتعرض الجلد للأشعة الفوق بنفسيجية من الشمس. النباتيون الصرف الذين لا يتناولون أطعمة أو حبوباُ مدعمة بفيتامين د الصناعي ويتعرضون بشكل قليل لأشعة الشمس الفوق بنفسيجية (أي هؤلاء الذين لا يعرضون أطرافهم لمدة 15-30 دقيقة في اليوم أو الذين يعيشون في مناطق قريبة من القطبين) معرضين لنقص فيتامين د.
فيتامين د يعمل كالهرمون، مرسلا رسالة إلى الأمعاء لزيادة امتصاص الكالسيوم والفسفور مما ينتج عظاما قوية. يعمل فيتامين د أيضا بتوافق مع عدد من الفيتامينات الأخرى والمعادن والهرمونات لتزويد العظام بالمعادن اللازمة. وتشير الأبحاث إلى أن فيتامين د ربما يساعد على الحفاظ على جهاز المناعة سليما ويساعد على انتظام نمو وتخليق الخلايا.

### اليود
ذكرت إحدى الدراسات «الأخطار المحتملة لنقص اليود بسبب التغذية النباتية بشكل صارم خصوصا عند نمو الخضروات والفاكهة في تربة ينخفض فيها استيعات مستويات اليود» ومع ذلك فإن اليود يتم تزويده في العادة عن طريق ملح الطعام المدعم باليود ومصادر أخرى في دول العالم الأول. المصادر الأخرى لليود ذات الأهمية تشمل الأعشاب البحرية والخبز المصنوع من محسنات الخميرة.

### الريبوفلافين - فيتامين ب2
وفقا للجمعية الأمريكية للتغذية "أظهرت بعض الدراسات أن النباتيين الصرف يحصلون على الريبوفلافين بشكل أقل مقارنة بغير النباتيين، ومع ذلك فإن نقص الريبوفلافين لم يتم ملاحظته بشكل اكلينيكى.